# Jean-Loup Passek
Jean-Loup Passek (Boulogne-Billancourt, França, 29 de julho de 1936 - Paris, França, 4 de dezembro de 2016) foi um crítico de cinema francês. Reconhecido pelo seu trabalho como diretor das coleções cinematográficas do Centre Georges Pompidou, foi também o fundador e diretor do Festival du film de La Rochelle, autor de vários livros sobre a sétima arte, júri e criador do Prémio Caméra d'Or no Festival de Cannes e uma das figuras centrais da história do cinema francês, segundo Bertrand Tavernier.

## Biografia
Nascido a 29 de julho de 1936 em Boulogne-Billancourt, Jean-Loup Passek de Stakelberg era filho de empresários da indústria dos parques temáticos e de atrações, tendo herdado o antigo carrossel do Jardin du Luxembourg. Apesar da sua família ser francesa, ambos pais tinham ascendência russa e polaca, preferindo no entanto referir-se sempre como descendente de eslavos.
Formado na Universidade de Paris, onde obteve um diploma de bacharel em História e Geografia, iniciou a sua carreira como poeta, tendo publicado as obras "Ecoliers buissonniers" em 1960 e "Pouvoir du cri" em 1969. Durante o mesmo período começou a trabalhar como editor de artigos sobre geografia para a Petit Larousse, colaborando com a revista francesa entre 1963 e 1985.
Apaixonado pelo cinema, ainda na década de 1960 e com o aparecimento das primeiras câmeras de vídeo à mão, Jean-Loup Passek desenvolveu alguns vídeos documentais, inspirado pelo cinema vérité, e tornou-se autor de vários livros de crítica cinematográfica, desenvolvendo uma intensa pesquisa sobre a história e os estilos de vários tipos de cinema, como o alemão, dinamarquês, russo, indiano ou até mesmo o cinema português. Das suas obras destacou-se o livro "Dictionnaire du cinéma", publicado pelas Éditions Larousse em 1986, sendo considerado um dos mais importantes livros sobre a história da sétima arte. Obtendo sucesso com as suas obras, em 1978, foi convidado para o cargo de Diretor das Coleções Cinematográficas do Centro Georges Pompidou.
Desenvolvendo um longo trabalho pela preservação e exibição de antigas obras, assim como pela divulgação de filmes de novos autores, em 1977 tornou-se num dos fundadores do Festival Internacional de Cinema de La Rochelle. Sob a sua liderança, o festival de cinema demarcou-se dos restantes por comparar os filmes em exibição em vez de classificá-los por meio de competição. Um ano depois, em 1978, foi convidado pela primeira vez a integrar o júri no Festival de Cinema de Cannes, passando anos mais tarde a integrar a organização, onde criou o Prémio Caméra d'Or com Gilles Jacob.
Colecionador de vários artigos cinematográficos, desde posters a câmaras e outros instrumentos dos primórdios do cinema, fundou o Museu de Cinema de Melgaço - Jean Loup Passek em Melgaço, Portugal, onde expôs a sua coleção pessoal.
Faleceu a 4 de dezembro de 2016, com 80 anos de idade. Descrevia-se como de «l’esprit slave, la nationalité française et le cœur portugais» (espírito eslavo, francês de nacionalidade e coração português).

## Obras

### Poesia
- Passek, Jean-Loup (1960). Ecoliers buissonniers. Paris: Pierre-Jean Oswald
- Passek, Jean-Loup (1969). Pouvoir du cri. Paris: Pierre-Jean Oswald. OCLC 2431768

### Crítica de Cinema
- Passek, Jean-Loup (1969). Soixante quinze ans de cinéma. Paris: Fernand Nathan. OCLC 217148629
- Passek, ed. (1978). Vingt ans de cinéma allemand, 1913-1933 : catalogue. Paris: Centre national d'art et de culture Georges Pompidou. ISBN 9782858500789. OCLC 5487789
- Passek, ed. (1979). Joris Ivens : cinquante ans de cinéma. Paris: Centre national d'art et de culture Georges Pompidou. ISBN 9782858500895. OCLC 5946701
- Passek, ed. (1979). Le cinéma danois. Paris: Centre national d'art et de culture Georges Pompidou. ISBN 9782858500130. OCLC 6486767
- Passek, ed. (1981). Le cinéma russe et soviétique. Paris: Centre national d'art et de culture Georges Pompidou. ISBN 9782864250265. OCLC 8765654
- Passek, ed. (1982). Le cinéma portugais. Paris: Centre national d'art et de culture Georges Pompidou. ISBN 9782864250296. OCLC 9280981
- Passek, ed. (1983). Le cinéma indien. Paris: Centre national d'art et de culture Georges Pompidou. ISBN 9782864250371. OCLC 10696565
- Quiquemelle; Passek, eds. (1985). Le Cinéma chinois. Paris: Centre national d'art et de culture Georges Pompidou. ISBN 9782858502639. OCLC 11965661
- Passek, Jean-Loup (1986). Dictionnaire du cinéma. Paris: Larousse. ISBN 9782035123039. OCLC 14214168
- Passek, ed. (1988). D'un cinéma l'autre : notes sur le cinéma français des années cinquante. Paris: Centre Georges Pompidou. ISBN 9782858504459. OCLC 19327256
- Passek; Zaoralová, eds. (1996). Le cinéma tchèque et slovaque. Paris: Centre national d'art et de culture Georges Pompidou. ISBN 9782858508921. OCLC 415079480